# Rejon ananiwski
Rejon ananiwski – była jednostka administracyjna wchodząca w skład obwodu odeskiego Ukrainy.
Rejon utworzony w 1961, miał powierzchnię 1050 km² i liczył 25 526 mieszkańców. Siedzibą władz rejonu był Ananiw.
Na terenie rejonu znajdowała się jedna miejska rada i 14 silskich rad, obejmujących w sumie 32 miejscowości.

## Miejscowości rejonu
- Amury (Амури)
- Anańjiw (Ананьїв)
- Anańjiw (wieś, Ананьїв)
- Anańjiw (wieś, Ананьїв)
- Bajtały (Байтали)
- Błahodatne (Благодатне)
- Bojarka (Боярка)
- Bondari (Бондарі)
- Dołynśke (Долинське)
- Drużelubiwka (Дружелюбівка)
- Handrabury (Гандрабури)
- Kałyny (Калини)
- Kochaniwka (Коханівка)
- Kochiwka (Кохівка)
- Kozacze (Козаче)
- Krasne (Красне)
- Mychajliwka (Михайлівка)
- Nowodaczne (Новодачне)
- Nowoheorhijiwka (Новогеоргіївка)
- Nowoiwaniwka (Новоіванівка)
- Nowoołeksandriwka (Новоолександрівка)
- Nowoseliwka (Новоселівка)
- Pasyceły (Пасицели)
- Romaniwka (Романівка)
- Seływaniwka (Селиванівка)
- Strutynka (Струтинка)
- Szełechowe[3] (Шелехове)
- Szewczenkowe (Шевченкове)
- Szymkowe (Шимкове)
- Toczyłowe (Точилове)
- Wełykobojarka (Великобоярка)
- Werbowe (Вербове)
- Żeberkowe (Жеребкове)